# 新赫拉德茨 (北達科他州)
新赫拉德茨（英語：New Hradec）是位於美國北達科他州鄧恩縣的非建制地區。

## 歷史
新赫拉德茨的郵局於1908年設立，其後於1988年停運。

## 地理
新赫拉德茨所處的海拔為高於海平面759米（即2490英呎），而該地所採用的時區為UTC-7，即北美山地时区（MST）。同時該地設有夏令時間，為UTC-7調快一小時，即UTC-6（MDT）。